# Hubneria affinis
Hubneria affinis là một loài ruồi trong họ Tachinidae.